# هاردنج-2003
كويكب هاردنج 2003 تم تسميته مبدأيًا بالاسم 6559P-L هو كويكب كربوني يقع في النطاق الخارجي لحزام الكويكبات الواقع في المجموعة الشمسية ويُقدر قطره الخارجي بحوالي 18 كيلومتر وتم اكتشافه في عام 1960 في 24 سبتمتبر أثناء رحلة بالومر ليدن الاستكشافية الفضائية بواسطة المستكشفين إنغريد فان هوتين-جرونفيلد وتوم جيرليز في مدينة بالومار- كاليفورنيا وتم تسميته تيمنًا بعالم الفلك الألماني كارل لودفيج هاردينغ

## المدار والخصائص
ينتمي كويكب هاردنج إلى عائلة إيوس للكواكب المسطحة، ويدور حول الشمس مرة كل خمسة أعوام وأربعة أشهر علي بعد 2.7-3.4 وحدة فلكية ويقترب مسار الكويكب من أن يكون متحد المستوي مع زاوية ميلان الشمس أو أقل بدرجتين فقط، وفترة دورانه أو تناوبه صغيرة حيث يدور مرة كل 3 ساعات.
قام توم جيريلز باستخدام التلسكوب الخاص بصاوميل أوشين ذو الـ24 بوصة وقام بإرسال الشرائح الفوتوجرافية إلى إنغريد فان هوتين-جرونفيلد في مرصد ليدين الفضائي حيث علم القياسات الفلكية.

## التسمية
تم تسمية الكويكب تيمنًا بعالم الفلك الألماني كارل لودفيج هاردينغ (1765-1834) والذي قام باكتشاف كويكب 3 جونو، وتم تكريمه بإطلاق اسمه أيضًا علي حفرة قمرية، وتمت الموافقة علي تسمية الكويكب بواسطة مركز الكواكب الصغيرة في نوفمبر 

## روابط خارجية
- Asteroid Lightcurve Database (LCDB), query form (info)
- Dictionary of Minor Planet Names, Google books
- Asteroids and comets rotation curves, CdR – Observatoire de Genève, Raoul Behrend
- Discovery Circumstances: Numbered Minor Planets (1)-(5000) – Minor Planet Center
- هاردنج-2003 في قاعدة بيانات مختبر الدفع النفاث لأجرام النظام الشمسي الصغيرة

- الاكتشاف · مخطط المدار ·  العناصر المدارية · المعلمات المادية

قالب:قائمة الكواكب الصغيرة: 2001–3000